# Курнон
Курнон (фр. Cournon) насеље је и општина у северозападној Француској у региону Бретања, у департману Морбијан која припада префектури Ван.
По подацима из 2011. године у општини је живело 784 становника, а густина насељености је износила 72,13 становника/km². Општина се простире на површини од 10,87 km². Налази се на средњој надморској висини од 25 метара (максималној 87 m, а минималној 1 m).

## Демографија
| 1962. | 1968. | 1975. | 1982. | 1990. | 1999. | 2011. |
| ----- | ----- | ----- | ----- | ----- | ----- | ----- |
| 436   | 472   | 469   | 505   | 521   | 632   | 784   |

График промене броја становника у току последњих година